# Thomas Trotter (Musiker)
Thomas Andrew Trotter (* 4. April 1957) ist ein britischer Konzertorganist. Er ist seit 1983 Nachfolger von Sir George Thalben-Ball als Organist an der Townhall der City of Birmingham.

## Biografie
Trotter studierte am Royal College of Music, am King’s College (Cambridge) und bei Marie-Claire Alain in Paris. 1979 erhielt er den ersten Preis beim St Albans International Organ Festival. 1980 gab er sein Konzertdebüt in der Royal Festival Hall in London.
1983 wurde er zum Organisten der Townhall of Birmingham ernannt und ist damit der 4. Inhaber dieses Amtes seit 125 Jahren. Außer an der Londoner St. Margaret’s Church ist er Organist an der Westminster Abbey.
Trotter gibt seit den 1980er Jahren regelmäßig Konzerte in Europa und den Vereinigten Staaten. U. a. hat er die Orgeln in der Berliner Philharmonie gespielt, im Gewandhaus in Leipzig, dem Saal des Musikvereins sowie im Konzerthaus in Wien, in der Londoner Royal Festival Hall, der Severance Hall in Cleveland, Ohio, in der Princeton University Chapel in New Jersey, dem Concertgebouw in Amsterdam, der St. David’s Hall in Cardiff, der Royal Albert Hall in London, der Hamburger Elbphilharmonie, in St-Ouen in Rouen, St. Bavo in Haarlem (Niederlande), der Abtei Weingarten, der Konzerthalle des Mariinski-Theaters in Moskau und der Woolsey Hall der Universität Yale.

## Ehrungen
- 2001: Auszeichnung durch die Royal Philharmonic Society als bester Instrumentalist. Trotter war der erste Organist als Preisträger.
- 2003: Ehrendoktor der University of Central England in Birmingham.
- 2006: Ehrendoktor der University of Birmingham[1]
- 2012: Performer of the Year Award der New York City Chapter of the American Guild of Organists.[2]
- 2016: Medaille des Royal College of Organists[3]

## Filme
- Thomas Trotter. The Town Hall Tradition. Virtuoso Organ Showpieces. Regie: Gary Cole. DVD, Regent Records, 2012.[4]
- Thomas Trotter. A Shropshire Idyll. The Organ of St Laurence’s Church, Ludlow. DVD, Regent Records, 2014.